# Juan Manuel Alejándrez
Juan Manuel Alejándrez (Jalisco, 17 maggio 1944 – Guadalajara, 6 gennaio 2007) è stato un calciatore messicano, di ruolo difensore.

## Carriera
Con la Nazionale messicana ha preso parte ai Mondiali 1970.

## La Morte
Juan Manuel Alejándrez morì all'età di 62 anni, a causa di una malattia allo stomaco che lo tormentava già dal 2003.

## Palmarès
- Campionato messicano: 3

Cruz Azul: 1969, 1972, 1973
- Coppa del Messico: 1

Cruz Azul: 1969